# Lista regiunilor administrative din Districtul Federal
Aceasta este lista regiunilor administrative din Districtul Federal, în Brazilia.
| Număr  | Regiune administrativă |
| ------ | ---------------------- |
| I      | Brasília               |
| II     | Gama                   |
| III    | Taguatinga             |
| IV     | Brazlândia             |
| V      | Sobradinho             |
| VI     | Planaltina             |
| VII    | Paranoá                |
| VIII   | Núcleo Bandeirante     |
| IX     | Ceilândia              |
| X      | Guará                  |
| XI     | Cruzeiro               |
| XII    | Samambaia              |
| XIII   | Santa Maria            |
| XIV    | São Sebastião          |
| XV     | Recanto das Emas       |
| XVI    | Lago Sul               |
| XVII   | Riacho Fundo           |
| XVIII  | Lago Norte             |
| XIX    | Candangolândia         |
| XX     | Águas Claras           |
| XXI    | Riacho Fundo II        |
| XXII   | Sudoeste/Octogonal     |
| XXIII  | Varjão                 |
| XXIV   | Park Way               |
| XXV    | SCIA                   |
| XXVI   | Sobradinho II          |
| XXVII  | Jardim Botânico        |
| XXVIII | Itapoã                 |
| XXIX   | SIA                    |
| XXX    | Vicente Pires          |
| XXXI   | Fercal                 |

## Vezi și
- Geografia Braziliei